# Sainte-Eulalie-en-Born
Sainte-Eulalie-en-Born é uma comuna francesa na região administrativa da Nova Aquitânia, no departamento Landes. Estende-se por uma área de 70,27 km². Em 2010 a comuna tinha 1 284 habitantes (densidade: 18,3 hab./km²).